# Иванчо Терзиовски
Иванчо (Ване) Андонов Терзиовски (на гръцки: Ιωάννης Τερζής, Йоанис Терзис) е български революционер, деец на ВМОРО, по-късно преминал на страната на гръцката въоръжена пропаганда в Македония.

## Биография
Иванчо Терзиовски е роден в костурското село Косинец, тогава в Османската империя, днес Йеропиги, Гърция, в семейството на Андон Терзиовски. Включва се в четите на ВМОРО. По-късно се присъединява към гръцката въоръжена съпротива срещу ВМОРО и става четник на Георгиос Цондос (капитан Вардас). Участва в катастрофалното за гърците сражение с османците в Корещата. По-късно с друг ренегат Герго Количев се опитва да организира гръцки комитет в Кърчища. След 1906 година оглавява собствена чета, с която тероризира българските екзархийски села. На 3 юли 1907 година четата му заедно с тези на Георгиос Томбрас (капитан Рупакяс) и Николаос Платанияс (капитан Лахтарас) дават сражение на четата на Атанас Кършаков, в което българският войвода загива. След това сътрудничи с Павле Илиев и Георгиос Диконимос до Младотурската революция в 1908 година.
Към 1907 – 1908 година бащата на Ване Терзиовски, Андон Терзиовски е убит от български революционни дейци като гръцки шпионин.